# Олхонут
Олхону́ты (монг. олхонууд?, ᠣᠯᠬᠣᠨᠣᠳ?) — исторический монгольский род, ветвь унгиратов. К этому роду принадлежала мать Чингисхана Оэлун. Среди олхонутов существовало три крупных семейства: Алаг-Адуут (пёстроконные), Шар-Хоньт (жёлтоовечные) и Улаан-Залаат (краснокистные). В настоящее время проживают на территории Монголии и Внутренней Монголии. Численность носителей родовой фамилии Олхонууд в Монголии составляет более 17 тыс. человек.

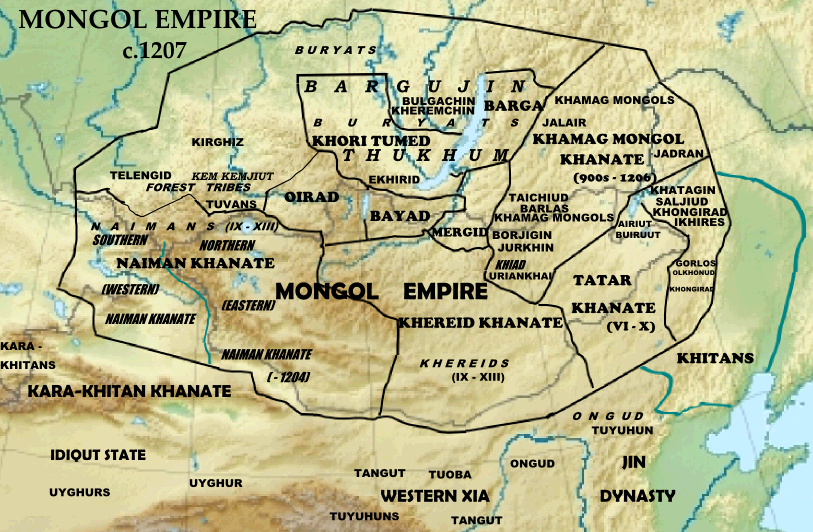
Монгольская империя в 1207 г.

## Этноним
Название олхонут, предположительно, имеет тунгусо-маньчжурское происхождение. Монгольский ученый Ш. Гаадамба считал, что термин олхонут произошел от слова олху (сопка, бугор, холм). В маньчжурском языке слово олхон означает «сухая часть, сухое место, засохшая твердая дорога», а также «остров, бугор, холмик».
В «Сокровенном сказании монголов» слово (h)ulqun также обозначено как холм. Сопка, находящаяся ныне на территории сомона Баян-Унжуул Центрального аймака Монголии, в южном изгибе реки Туул, называется Улаху, а найденная там древняя каменная черепаха (VI—VIII вв.) именуется улахской черепахой.
Улаху — слово из тунгусо-маньчжурских языков, обозначающее сопку или холмик. Остров на Байкале носит название Ольхон. Олхонууд образовано присоединением к слову олхон (холмик) аффикса -ууд. Вероятно, название было дано по месту обитания данного рода.
Этноним также связывают с названием реки Олхону, притока реки Хабул, протекающей по территории городского округа Хулун-Буир Внутренней Монголии.

## История
Олхонуты — древнее племя, входившее в состав дарлекин-монголов. Название впервые зафиксировано в китайских источниках под названием улоху (wuluohou) еще в V в. в составе шивэй-монголов, а в X в. они находились под управлением киданей.
Как сказано в «Сборнике летописей», от Алтан сав (Золотого сосуда) были рождены трое детей, которые отличались умом и способностями. Старший из сыновей Джурлук-Мэргэн (Журлук Мэргэн), второй — Кубай-Ширэ (Ухаа Шар), третий — Тусубу-Дауд. Джурлук-Мэргэн стал родоначальником племени хонгират. От двух сыновей Кубай-Ширэ Икираса и Олкунута пошли икиресы (эхириты) и олхонуты. У младшего Тусуба-Дауда было также двое сыновей Каранут и Кунклиут, которые положили начало родам харанут и кунклиут (хонхлут). Внуки Кунклиута, сыновья Мисар-Улука, Куралас и Элджигин, стали предками родов куралас (горлос) и элджигин. Согласно этому преданию, олхонуты — монгольский род, имеющий родственные связи с хонгиратами, эхиритами, харанутами, хонхлутами, горлосами и элджигинами.
В начале XIII в. с образованием Великого Монгольского государства олхонуты вошли в состав мингана Оэлун-хатун, матери Чингисхана. С тех пор ими управляли потомки Чингисхана, в XV в., откочевав на запад, они дошли до Хангайских гор. С середины XVI в. олхонутами ведал Ашихай, старший сын Гэрэсэндзэ-хунтайджи. В конце XVI — начале XVII вв. олхонуты Ашихая, поселившись на северном склоне Алтая и южном берегу реки Завхан, образовали три хошуна Дзасагтухановского аймака.
В цинский период они стали называться хошунами Баатар дзасака (сомоны Баян-Уул, Хөхморьт, Жаргалан Гоби-Алтайского аймака), Эрдэни дзасака (сомон Дарви Кобдоского аймака) и Уйдзэн дзасака (сомон Жаргалан Гоби-Алтайского аймака). В некоторых сочинениях эти хошуны отмечены как «три олхонута» или «три олхонутских хошуна». Все дзасаки и большинство тайджей четырех степеней олхонутских хошунов являются представителями рода борджигин и потомками Баяндар-нойона, старшего сына Ашихая-дархана, который был внуком Чингисхана в 17-м поколении. Среди олхонутов имелись немногочисленные тайджи из рода Барсболда, второго сына Батмунху Даян-хана. Их называют еншөөбу-тайджами (юншиэбу-тайджами), которые получили свое название из-за того, что управляли еншөөбу (юншиэбу). Они проживали на территориях нынешнего сомона Баян-Уул Гоби-Алтайского аймака, а монастырь, построенный ими, назывался «Монастырь еншөөбу-тайджей».
В конце XIX в. владетельный князь Содномдорж из хошуна Уйзэн дзасака Дзасагтухановсого аймака писал: «мой род хиюд (кият), а пожалованный мне род — олхонут». Сам Содномдорж был прямым потомком рода борджигид Чингисхана, однако население его хошуна в основном состояло из олхонутов, из-за чего его называли нойоном олхонутов или просто олхонут Содномдорж. Потому он писал, что «возвеличивший меня род — олхонут».
Олхонуты — один из монгольских родов, сформировавших первоначальное ядро современных халхов. Ими были роды семи северных отоков Халхи: 1) джалаиры, олхонуты (унэгэд); 2) бэсуты, элжигины; 3) горлосцы, хэрэгуд; 4) хурээ, хороо, цоохор; 5) хухуйд, хатагины; 6) тангуты, сартаулы; 7) урянхан.

## Расселение
Олхонуты известны в составе как халха-монголов и хотогойтов Монголии, так и увэр-монголов Внутренней Монголии. Одна из семи ветвей хубсугульского рода долоон гөрөөчин носит название олгонууд (олхонууд).
Ныне олхонуты Монголии проживают в сомонах Цэцэрлэг, Тариат, Хангай, Чулуут, Өндөр-Улаан и Их Тамир Архангайского аймака; сомонах Заг, Галуут, Баян-Овоо, Бөмбөгөр, Хүрээ марал Баянхонгорского аймака; сомонах Тэшиг и Сэлэнгэ Булганского аймака; сомонах Дарви, Тонхил, Тайшир, Бугат, Дэлгэр, Бигэр, Чандмань, Эрдэнэ, Цогт и Цээл Гоби-Алтайского аймака; сомонах Улаанбадрах, Хөвсгөл и Мандах Восточно-Гобийского аймака; сомонах Сайхан-Овоо, Дэлгэрхангай, Хулд, Өлзийт, Луус, Эрдэнэдалай, Сайнцагаан и Дэрэн Средне-Гобийского аймака; сомонах Их-Уул, Отгон, Шилүүстэй Завханского аймака; сомонах Бурд, Төгрөг, Баянгол, Сант Убурхангайского аймака; сомонах Өмнөговь Мандал-Овоо, Булган, Цогт-Овоо, Цогтцэций, Манлай Южно-Гобийского аймака; сомонах Түшиг, Цагааннуур Селенгинского аймака; сомонах Буянт, Чандмань, Манхан, Цэцэг Кобдоского аймака; сомонах Тосонцэнгэл, Их-Уул, Тариалан и Жаргалтхаан Хубсугульского аймака.
В Монголии проживают носители следующих родовых фамилий: олхонууд, боржигон олхонууд, их олхонууд, олгод, олгон, олгонод, олгонуд, олгонууд, олгуд, олгун, олгууд, олгуун, ологонууд, олохонод, олохонуд, олохонут, олохонууд, олход, олхон, олхонод, олхоноод, олхонуд, олхонут, олхонуут, олхоон, олхоот, олхот, олхуд, олхууд, тайж олхонууд, үнэгэд, үнэгэн, үнэгэт, хар олхонууд.